# Meridian 68
Meridian 68 – czwarty album zespołu muzycznego Dagadana, wydany przez Karrot Kommando w 2016 roku.

## Historia
Tytuł płyty pochodzi od 68. południka, który znajduje się dokładnie w połowie drogi pomiędzy Pekinem a Częstochową, gdzie płyta była nagrywana, rejestrowano ją w Polsce i w Chinach.
Oficjalna premiera albumu nastąpiła 28/29 lutego 2016 roku. Planowano wydanie albumu w 2017 roku w Chinach. Zespół podpisał także kontrakty z wytwórniami Jaro Medien oraz 13th month. Pierwszym singlem był utwór Jestem sobzie starozina, do którego teledysk ukazał się 17 lutego 2016 w serwisie YouTube.
Album promowały występy w Polsce (w dzień prapremiery albumu, tj. 6 lutego 2016 roku odbył się koncert w CK Zamek w Zamku Cesarskim w Poznaniu) oraz chińska trasa koncertowa. Podczas koncertu w Muzycznym Studiu Polskiego Radia im. Agnieszki Osieckiej w 2016 roku zespołowi towarzyszyli m.in. węgierski perkusista Péter Somos oraz skrzypek Mateusz Smoczyński.
Producentami płyty są Mikołaj Pospieszalski i Marcin Pospieszalski. Autorką grafiki (Słowianka) na okładce jest Olya Kravchenko. Książeczka dołączona do albumu liczy 53 strony i zawiera m.in. tłumaczenia utworów na język angielski. Alternatywna okładka niemieckiej edycji wydanej przez Jaro Medien w 2018 roku przedstawia Dagę i Danę w kwiatowych koronach w stylizacjach Dominiki Dyki na fotografii jej autorstwa.
Z okazji 15-lecia zespołu w 2023 roku wydano dwupłytową reedycję albumu na płytach gramofonowych w nakładzie 1000 egzemplarzy.

## Lista utworów
Opracowano na podstawie materiału źródłowego.
| Nr  | Tytuł utworu              | Meridian 68                     | Długość |
| --- | ------------------------- | ------------------------------- | ------- |
| 1.  | „Grajo gracyki”           | The musicians are playing       | 5:40    |
| 2.  | „Kangding Qingge”         | Kangding love song              | 4:54    |
| 3.  | „Rano rano raniusieńko”   | Early early early morning       | 4:21    |
| 4.  | „U Jeziorecka”            | By a lake                       | 4:12    |
| 5.  | „Jestem sobzie starozina” | I am old man                    | 3:17    |
| 6.  | „U poli bereza”           | A birch in the field            | 5:36    |
| 7.  | „Siałem proso na zagonie” | I’ve sowed a millet patch       | 6:00    |
| 8.  | „Plywe kacza po Tysyni”   | A duckling swims along the Tysa | 6:24    |
| 9.  | „Nie będę się kłopotała”  | I shall never fear at all       | 4:10    |
| 10. | „Koby ne moroz”           | If, instead of frost            | 4:07    |
| 11. | „A w tomu sadu”           | In that orchard                 | 3:54    |
|     |                           |                                 | 52:35   |

## Wykonawcy
- Daga Gregorowicz – wokal, elektronika[4]
- Dana Vynnytska – wokal, instrumenty klawiszowe[4]
- Mikołaj Pospieszalski – wokal, kontrabas, gitara basowa, skrzypce[4]
- Bartosz Mikołaj Nazaruk – perkusja, instrumenty perkusyjne[4]

### Gościnnie
- Aiys Song – wiolonczela (1, 2, 4, 6, 8, 10)[4]
- Hassibagen – wokal gardłowy, morin-khur (1, 2, 4, 6, 8, 10)[4]
- Frank Parker junior – perkusja (5, 7)[4]
- Marcin Pospieszalski – skrzypce (3, 7)[4]
- Szczepan Pospieszalski – trąbka, kornet (3, 7)[4]
- Lidia Pospieszalska – bęben obręczowy (9)[4]

## Brzmienie
Grupa określiła ten album jako najbardziej folkowy w swoim dorobku. Na krążku znalazły się utwory z Kurpiowszczyzny, Wielkopolski (Nie będę się kłopotała z poznańskiego z inną melodią), ludowe pieśni z Ukrainy i Łemkowszczyzny (Plywe kacza po Tysyni – hymn walczących w Euromajdanie) oraz utwór w języku mongolskim (napisany przez żonę Hassibagena) i utwór po chińsku (Kangding Qingge, chiń. 康定情歌) nagrany z zespołem North Lab.
W nagraniu gościnnie wzięli udział m.in.: wirtuoz morin-khur Hassibagen z Mongolii, wiolonczelista Aiys Song z Chin oraz perkusista Frank Parker Jr. Partie fortepianu Dana nagrywała w mieszkaniu Leszka Możdżera we Wrocławiu.

## Recepcja
Płyta znalazła się na 48. miejscu World Music Charts Europe za rok 2016 oraz na 16. miejscu Transglobal World Music Chart; krążek był nominowany do Nagrody Muzycznej „Fryderyk”. Zebrał pozytywne recenzje w portalu Interia (8/10), na stronie Gazety Wyborczej, infomusic.pl, Vice, laboratoriummf.com (7,5/10).